# Cvrčovice (Brno-vidéki járás)
Cvrčovice község Csehországban, Brno-vidéki járásban. Cvrčovice Pohořelice, Šumice, Loděnice és Odrovice településekkel határos. Lakosainak száma 674 fő (2024. január 1.).

## Népesség
A település lakosságának változását az alábbi diagram mutatja:
| Lakosok száma | 570  | 717  | 716  | 591  | 571  | 557  | 634  | 642  | 652  | 674  |
|               | 1869 | 1890 | 1921 | 1950 | 1980 | 2001 | 2017 | 2019 | 2022 | 2024 |